# Marco Höger
Marco Höger (Colonia, 16 de setiembre de 1989) es un futbolista alemán que juega para el 1. F. C. Colonia II.

## Carrera

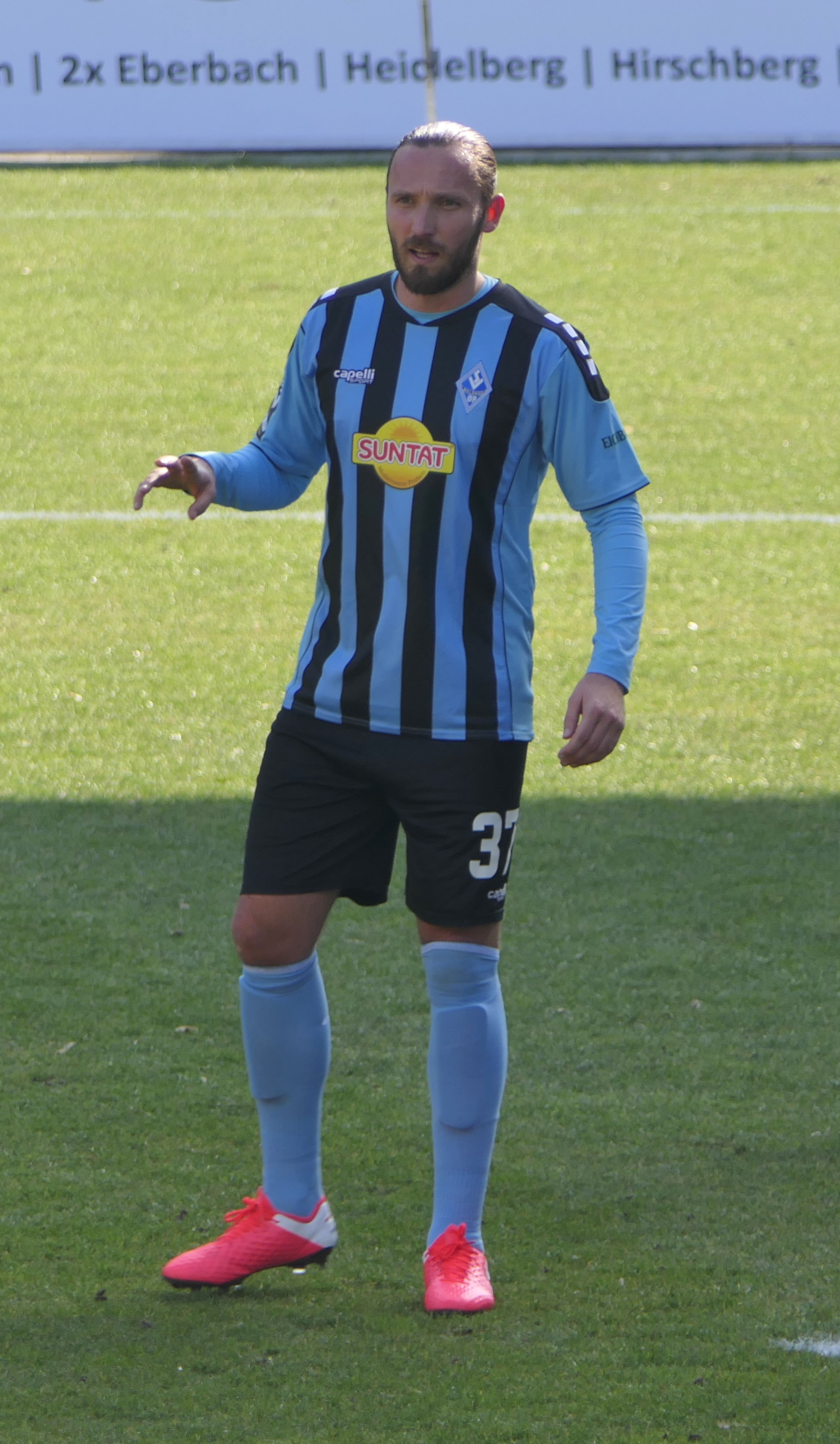
Höger con la camiseta de Waldhof Mannheim

Höger inició su carrera en 2005 en la academia juvenil del Alemannia Aachen. En el verano de 2008 fue promovido al equipo de reservas, obteniendo su primer partido en el equipo mayor el 17 de agosto de 2008 en un partido contra el Germania Windeck en la NRW-Liga.
Debutó para el Alemannia Aquisgrán en la Segunda División el 6 de marzo de 2010 en un partido contra el Energie Cottbus, firmando su primer contrato con dicho equipo el 26 de mayo de 2010.

## Clubes
| Club                | País     | Año       |
| ------------------- | -------- | --------- |
| Alemannia Aquisgrán | Alemania | 2009-2011 |
| F. C. Schalke 04    | Alemania | 2011-2016 |
| 1. F. C. Colonia    | Alemania | 2016-2021 |
| Waldhof Mannheim    | Alemania | 2021-2023 |
| 1. F. C. Colonia II | Alemania | 2023-     |